# Landsat 7
Landsat 7 ist ein am 15. April 1999 gestarteter Erdbeobachtungssatellit der US-amerikanischen Luft- und Raumfahrtbehörde NASA. Der Satellit ist die siebte Ausführung in der Reihe der Landsat-Satelliten. Er ist mit dem multispektralen Sensor ETM+ ausgestattet, dessen Auflösung seit 2003 wegen eines Mechanikproblems stark eingeschränkt ist.
Landsat 7 ist Teil des Earth Observing Systems (EOS), einem etliche Missionen umfassenden, längerfristigen Forschungsprogramm der NASA.
Der größte Teil der Erdoberfläche bei NASA World Wind und bei Online-Kartenportalen wie z. B. Google Maps (Earth), MSN Maps oder Yahoo Maps wird durch aufbereitete Landsat-7-Satellitenbilder dargestellt.

## Umlaufbahn
Der Satellit bewegt sich auf einer polaren, sonnensynchronen Erdumlaufbahn (SSO). Eine Eigenschaft dieser Umlaufbahn ist, dass der Satellit einen Punkt auf der Erde jeden Tag zur selben Zeit passiert. Deshalb werden solche Erdumlaufbahnen häufig für meteorologische Satelliten und Erdbeobachtungssatelliten genutzt.